# 1007 Павловія
1007 Павловія (1007 Pawlowia) — астероїд головного поясу, відкритий 5 жовтня 1923 року.
Тіссеранів параметр щодо Юпітера — 3,354.